# Klukshu
Klukshu oder Łù Ghą ist ein Sommerdorf und eine Lachsfangstelle der Champagne and Aishihik First Nations im Territorium Yukon. Sie liegt am Ostrand des Kluane-Nationalparks und am Haines Highway.

## Geschichte
In vorkolonialer Zeit lebten Indianer verschiedener ethnischer Gruppen, deren Sprache ebenfalls das Southern Tutchone war, in Klukshu, ebenso wie in Kloo Lake, Canyon, Shäwshe und Hutshi. Der Ort wurde allerdings nur im Sommer und im Herbst aufgesucht, um Lachs fangen und trocknen zu können. Dazu wurde dort ein Fischwehr errichtet.
Der Name Klukshu stammt aus der Sprache der Tlingit und bedeutet ‚Ende des Lachses‘, was den Ort bezeichnet, an dem die Laichzüge der Lachse im Klukshu Creek endeten. 
Das Gebiet um Klukshu war offenbar das einzige im Yukon, in das bereits in den Jahren 1934 bis 1942 erstmals eine bestimmte Art von Borkenkäfern einfiel, die spruce bark beetles, und für erhebliche ökologische Veränderungen sorgten.
1944 hatten die Orte Champagne und Klukshu zusammen nicht mehr als 64 Einwohner, stellte das Department of Indian Affairs fest. Der Ort Klukshu bestand aus nur wenigen Blockhütten, tauchte aber 1936 in der Presse der größeren kanadischen Städte im Süden auf, als der Mord von Paddy Duncan an Parton Kane bekannt wurde. Duncan stammte aus der Gegend um Dalton Post, nahe der kanadisch-alaskanischen Grenze. Er wuchs bei Klukwan nahe Haines auf. Während des Klondike-Goldrauschs verdingte er sich als gern gesehener und fähiger Führer und Träger und brachte es dabei zu einem kleinen Vermögen. Nach dem Goldrausch arbeitete er im Tagebau, aber auch als Jäger und als Zuarbeiter der Landvermesser, die die Grenze zwischen Kanada und den USA festlegen sollten. Auch arbeitete er als Führer für die Polizei und suchte in den 30er Jahren nach Gold. Im September 1936 war er Witwer, zwei seiner Töchter lebten in Alaska. Er hatte Englisch erst als Erwachsener gelernt, schreiben konnte er nicht. Nun zog er, wie schon oft zuvor, nach Champagne, wo er aus nicht geklärten Gründen unter Alkoholeinfluss einen Mann namens Parton Kane erschoss. Chief John Fraser von der Champagne band – band nannte man zu dieser Zeit die ethnischen Gruppen oder Stämme – forderte acht Jahre später, als Duncans Freilassung diskutiert wurde, eine große Rückkehrfeier als hinreichende Kompensation. Bis in die 1990er Jahre war dies der letzte Fall, in dem das indianische Recht durch die kanadischen Justizbehörden berücksichtigt wurde.
Der während des Zweiten Weltkriegs errichtete Haines Highway folgt 180 km dem alten Dalton Trail vom Hafen in Haines über Klukshu, weiter nordwärts bis nach Haines Junction, wo er in den Alaska Highway mündet.
1993 kam es zu einem ersten Abkommen Kanadas und des Yukon mit vier Stämmen, unter ihnen den Champagne und Aishihik, die seither ein Gebiet von 2.427 km² besitzen. Sie verwalten seit 1995 den benachbarten Kluane-Nationalpark mit, was auch für den südlich gelegenen Tatshenshini-Alsek Provincial Park gilt. Gelegentlich kommen dabei indianische Vorstellungen des Zusammenlebens mit Wildtieren, die in ihren Augen Träger von bestimmten Kräften sind, mit den Parkbehörden zum Ausdruck. Während die Bewohner von Klukshu die älteren Grizzlybären beim Fischen nicht störten, weil sie wussten, dass dies die jüngeren, angriffslustigeren fernhielt, wurde das Gebiet um 2000 ausgewählt, um Tiere aus anderen Gegenden, die als gefährlich galten und daher eingefangen worden waren, hier auszusetzen. Das zuvor friedliche Verhältnis zwischen Champagne und Grizzlys mag mit der Tatsache zusammenhängen, dass die Lachswanderungen hier sehr kurz sind. Die Hälfte der Lachse ballt sich in zweieinhalb bis etwa 7 Tagen. Erfahrungsgemäß mindert dies temporäre Überangebot die Konkurrenz. Wenn die Zahl der Bären jedoch zu groß wird, fordern die Stammesälteren einen erfahrenen Schützen auf, einige der Tiere zu erschießen. Doch ist dies nicht ohne Gefahr, denn die Regierung des Territoriums hat dies untersagt und verhängt hohe Geldbußen.
Es existiert ein Blog namens Klukshu Times.